# Gutenberg-Preis der Stadt Leipzig
Der Gutenberg-Preis der Stadt Leipzig wird seit 1959 von der Stadt Leipzig verliehen. Mit ihm sollen im Gedenken an Johannes Gutenberg Persönlichkeiten oder Einrichtungen ausgezeichnet werden, die sich „durch hervorragende, beispielgebende Leistungen um die Förderung der Buchkunst verdient machen“ (Satzung). Der Preis steht in der Tradition Leipzigs als eines historischen Zentrums für Druckqualität und Buchkunstpflege.
Die mit dieser Auszeichnung Geehrten haben mit ihren künstlerischen, technischen oder wissenschaftlichen Leistungen Maßstäbe gesetzt vor allem in den Bereichen Typografie, Buchillustration, Buchkunstedition und Buchherstellung. Sie wird seit 1993 im jährlichen Wechsel mit dem Gutenberg-Preis der Stadt Mainz und der Internationalen Gutenberg-Gesellschaft verliehen und ist mit 10.000 Euro dotiert.

## Preisträger
- 1959: Horst Erich Wolter
- 1960: Karl Gossow; Offizin Andersen Nexö Leipzig
- 1961: Albert Kapr; Druckerei Fortschritt Erfurt
- 1962: Werner Klemke; Typoart Dresden/Leipzig
- 1963: Solomon Telingater, Fritz Helmuth Ehmcke
- 1964: Hochschule für Grafik und Buchkunst Leipzig
- 1965: Lajos Lengyel, Jan Tschichold; Grafischer Großbetrieb Völkerfreundschaft Dresden
- 1966: Hans Baltzer, Bruno Rebner
- 1967: Verlag Philipp Reclam jun. Leipzig
- 1968: Walter Schiller, Vasil Jontschev; Interdruck Leipzig
- 1969: Bruno Kaiser; Graphische Druckerei C. G. Röder, Leipzig[1]
- 1970: Deutsches Buch- und Schriftmuseum Leipzig; Graphische Kunstanstalt H.F. Jütte Leipzig
- 1971: Andrej Gontscharow
- 1972: Horst Kunze, Roman Tomaszewski
- 1973: Hellmuth Tschörtner
- 1974: Insel Verlag „Anton Kippenberg“ Leipzig, Verlag der Kunst Dresden
- 1975: Wadim Lazurski; Börsenverein der Deutschen Buchhändler in Leipzig
- 1976: Joachim Kölbel
- 1977: Horst Schuster, György Haiman, Siegfried Hempel, Hans Marquardt
- 1978: HAP Grieshaber
- 1979: Gert Wunderlich
- 1980: Verlag Edition Leipzig
- 1981: Hans Fronius
- 1982: Tibor Szántó, Helmut Selle
- 1983: Siegfried Hoffmann
- 1984: Elizabeth Shaw
- 1985: Dmitri Bisti
- 1986: Jiří Šalamoun
- 1987: Fritz Helmut Landshoff
- 1988: Lothar Reher
- 1989: Yü Bing-Nan, Klaus Ensikat
- 1990: Heinz Hellmis
- 1991: Oldřich Hlavsa
- 1992: Büchergilde Gutenberg; Juergen Seuss, Hans Peter Willberg
- 1993: Kurt Löb
- 1995: Wilhelm Neufeld
- 1997: Květa Pacovská
- 1999: Jost Hochuli
- 2001: Irma Boom
- 2003: Wolf Erlbruch
- 2005: Alvaro Sotillo
- 2007: Ahn Sang-soo
- 2009 Uwe Loesch
- 2011: Karl-Georg Hirsch
- 2013: Friedrich Pfäfflin
- 2015: Jan Philipp Reemtsma
- 2017: Klaus Detjen
- 2019: Fonts for Freedom[2]
- 2021: Judith Schalansky
- 2023: Spector Books
- 2025: Anna Haifisch

## Belege
1. ↑  Gutenbergpreis der Stadt Leipzig 1969 für den grafischen Betrieb mit staatlicher Beteiligung C. G. Roeder, Leipzig, in Papier und Druck. Fachausgabe Typografie. (Zeitschrift). Verlag für Buch- u. Bibliothekswesen, Leipzig; Die Wirtschaft, Berlin, Bd. 18, 1969, S. 257–260, mit Illustrationen
2. ↑  "Fonts for Freedom zeigt, was durch Verbote unsichtbar gemacht werden sollte", Börsenblatt vom 31. Mai 2019, abgerufen am 3. Juni 2019.